# Carlyss, Louisiana
Carlyss, Louisiana (енгл. Carlyss) насељено је место без административног статуса у америчкој савезној држави Луизијана.

## Демографија
По попису из 2010. године број становника је 4.670, што је 621 (15,3%) становника више него 2000. године.
| Група             | 2000.         | 2010.         |
| Белци             | 3.915 (96,7%) | 4.101 (87,8%) |
| Афроамериканци    | 34 (0,8%)     | 347 (7,4%)    |
| Азијати           | 10 (0,2%)     | 48 (1,0%)     |
| Хиспаноамериканци | 48 (1,2%)     | 81 (1,7%)     |
| Укупно            | 4.049         | 4.670         |